# アカデミック・インブリーディング
アカデミック・インブリーディング（英語: academic inbreeding）とは、大学人事において自校出身者を優先的に教員として採用する慣行を指す言葉。学術活動にとって不健全な影響をもたらし、学外から新しいアイデアを取り入れる機会を損なうと考えられている。生物学的な意味での近親交配が生物種に新たな遺伝子をもたらす可能性を減少させるのと同様である。
経済学大学院教育委員会（Commission on Graduate Education in Economics, COGEE）によると、インブリーディングは「多様化ではなく模倣を促進する傾向」だと理解される。インブリーディングは中国の主要大学において大きな問題になっており、北京大学や清華大学は近年インブリーディングに対する対策を講じている。韓国でも同様にインブリーディング対策が行われている
。